# Kontext (1988–1990)
Kontext (Eigenschreibweise KONTEXT) war eine informelle Zeitschrift in Ost-Berlin von 1988 bis 1990.

## Geschichte
Im Februar 1988 erschien die erste Ausgabe von Kontext. Beiträge aus Kirche & Gesellschaft Kultur. Herausgeber waren Torsten Metelka und Benn Roolf, offiziell die Evangelische Bekenntnisgemeinde in Berlin-Treptow, nur zum innerkirchlichen Dienstgebrauch. Berater waren Peter Bickhardt, Martin Böttger, Elke Erb, Wolfgang Ullmann und Konrad Weiß. Die Zeitschrift wurde bewusst in unregelmäßigen Abständen herausgegeben.
In Kontext erschienen Aufsätze, Essays und literarische Texte zu aktuellen Themen von Schriftstellern wie Elke Erb, Papenfuß-Gorek, Adolf Endler und Gabriele Kachold, durch Persönlichkeiten der Bürgerbewegung wie Wolfgang Ullmann und Konrad Weiß und weitere Autoren. Der bekannteste Aufsatz war von Konrad Weiß über Junge Faschisten in der DDR im März 1989.
Im September 1989 erschien die siebente Ausgabe als letzte in der inoffiziellen Form. 
Seit März 1990 erschien Kontext. Beiträge aus Politik • Gesellschaft • Kultur im neuen Kontext-Verlag regelmäßig alle zwei Monate. Im November/Dezember 1990 wurde die zwölfte und letzte Ausgabe herausgegeben.